# Zentrum für kriminalistische Untersuchungen der litauischen Polizei
Das Zentrum für kriminalistische Untersuchungen der litauischen Polizei (litauisch Lietuvos policijos kriminalistinių tyrimų centras) ist eine kriminalistische Einrichtung der Polizei Litauens. Der Gründer ist der litauische Polizeigeneralkommissar. Das Zentrum wurde als eine Einrichtung der Kriminalpolizei Litauens (Lietuvos kriminalinės policijos biuras) 2001 gegründet.

## Ziele
Ziele des Zentrums sind:
- Untersuchungen durchzuführen (Aufträge von der Polizei und anderen Ermittlungsbeamten) und Expertisen für Untersuchungsrichter und Gerichten nach Gerichtsbeschlüssen anzufertigen;
- Forschungseinrichtungen, Fachleute und Experten und die Organisation der Eignungsprüfungen zu entwickeln.

## Leitung
- Genrikas Nedveckis (* 1955)